# Monastère de Gadong (Shigatsé)
Pour les articles homonymes, voir Gadong.
Le monastère de Gadong (tibétain : དགའ་སྡོང་།, Wylie : dga' sdong) est un monastère de l'école gelugpa, initialement kadampa, du bouddhisme tibétain situé près de Shigatsé au Tibet central et fondé au XIe siècle par Khache-Sakyashri, un érudit et maître indien. Son nom pourrait venir de Ga, le nom de la montagne surplombant le monastère et de sdong, qui signifie « devant » en tibétain. Palden Gyatso indique que Gadong signifie « l'arbre du bonheur ». Peu après la fondation du monastère, la religion Bön a commencé à être rétabli au Tibet, et la plupart des monastères ont cessé d'observer le monachisme bouddhiste. Gadong était un lieu où les moines ont conservé la discipline monastique, et l’on réintroduite au Tibet, d’où son nom de « l'arbre du bonheur ».
Le monastère hébergeait 200 moines. Gadong fut le premier monastère de Palden Gyatso, natif de Panam, un petit village situé à proximité dans le comté de Panam. Il retourna à Gadong en mars 1959 avec Rigzin Tenpa après que des tirs d'obus des Chinois eurent atteint Drepung. C'est dans ce monastère que les deux hommes furent arrêtés. Palden Gyatso passa 33 ans en détention, tandis que Rigzin Tenpa n'a pas survécu.
Palden Gyatso rapporte que Gadong a été entièrement détruit.